# Kaaliaiskorvenvuori
Kaaliaiskorvenvuori este o arie protejată (arie specială de conservare — SAC, sit de importanță comunitară — SCI) din Finlanda întinsă pe o suprafață de 48 ha, integral pe uscat.

## Localizare
Centrul sitului Kaaliaiskorvenvuori este situat la coordonatele 60°42′55″N 27°52′58″E / 60.7153°N 27.8828°E.

## Înființare
Situl Kaaliaiskorvenvuori a fost declarat sit de importanță comunitară în august 1998 pentru a proteja 1 specie de animale. Situl a fost protejat și ca arie specială de conservare în aprilie 2015.

## Biodiversitate
Situată în ecoregiunea boreală, aria protejată conține 2 habitate naturale: Taiga vestică, Mlaștini împădurite.
La baza desemnării sitului se află o specie protejată de  mamifere: veveriță zburătoare siberiană (Pteromys volans).